# 미나모토노 노리요리

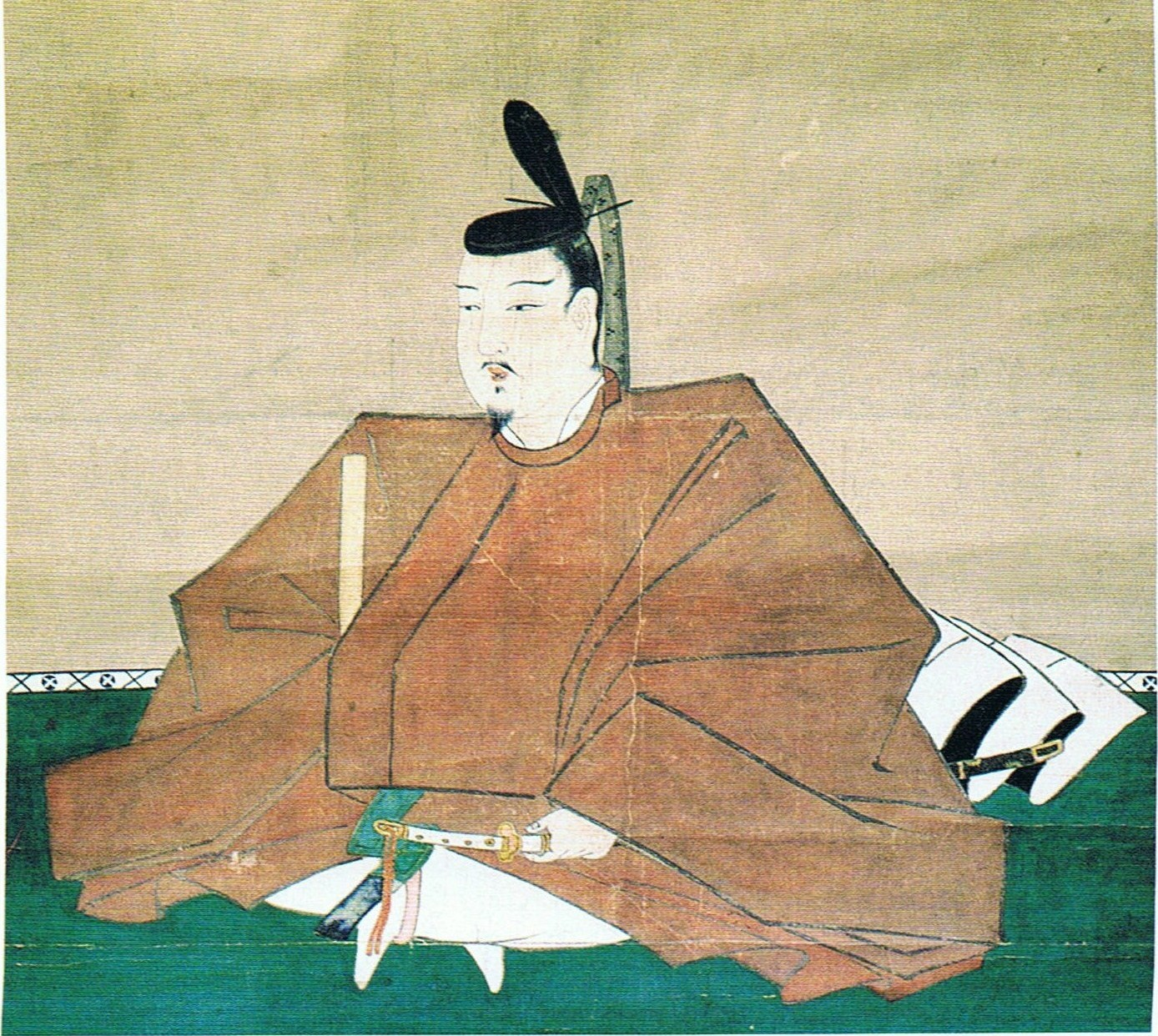
미나모토노 노리요리

미나모토노 노리요리(源範頼)는 헤이안 시대 말기부터 가마쿠라 시대 초기까지의 무장이다. 미나모토노 요시토모의 6남.

## 같이 보기
- 겐지 (씨족)
- 헤이케모노가타리